# Burgstall Eisendorf
Der Burgstall Eisendorf ist eine abgegangene Wasserburg im Bauernanwesen „beim Fischer“ des Ortsteils Eisendorf (Seeweg 13) der Stadt Grafing bei München im Landkreis Ebersberg in Bayern.
Von der ehemaligen kleinen Wasserburganlage unbekannter zeitlicher und ständischer Zuordnung gibt es noch mittelalterliche Kelleranlagen sowie Reste der Wall- und Grabenanlagen. Das Grundstück wurde später mit einem Anwesen bebaut.
Die Denkmaleigenschaft als Baudenkmal (bisherige Nummer D-1-75-122-37) wurde vom BLfD aufgehoben. Der Wasserburgstall wird weiterhin als Bodendenkmal (Nummer D-1-7937-0031) mit der Bezeichnung „Wasserburgstall des späten Mittelalters und der frühen Neuzeit ("Hofmarkschloss Eisendorf")“ geführt.